# Geokryologie
Die Geokryologie (von geo..., kryo... und ...-logie) ist ein Zweig der Geologie und Kryologie (Frostlehre, Eiskunde), der die Permafrostzone untersucht. Gefrorener Boden ist das Ergebnis kalten Klimas und einer Vielzahl von Umweltfaktoren.
Die Geokryologie untersucht die Phänomene des anhaltenden Frostes wie saisonal gefrorenes Gestein, kryogene geologische Prozesse und Phänomene. Dadurch ist sie weiter gefasst als die Permafrostwissenschaft bzw. Permafrostforschung.

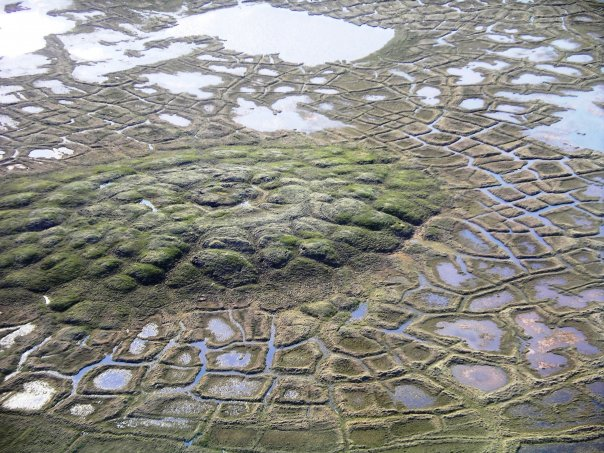
Schmelzende Pingos in der Nähe von Tuktoyaktuk, Northwest Territories, Kanada (die gesamte Oberfläche ist von Eiskeilpolygonen durchzogen)

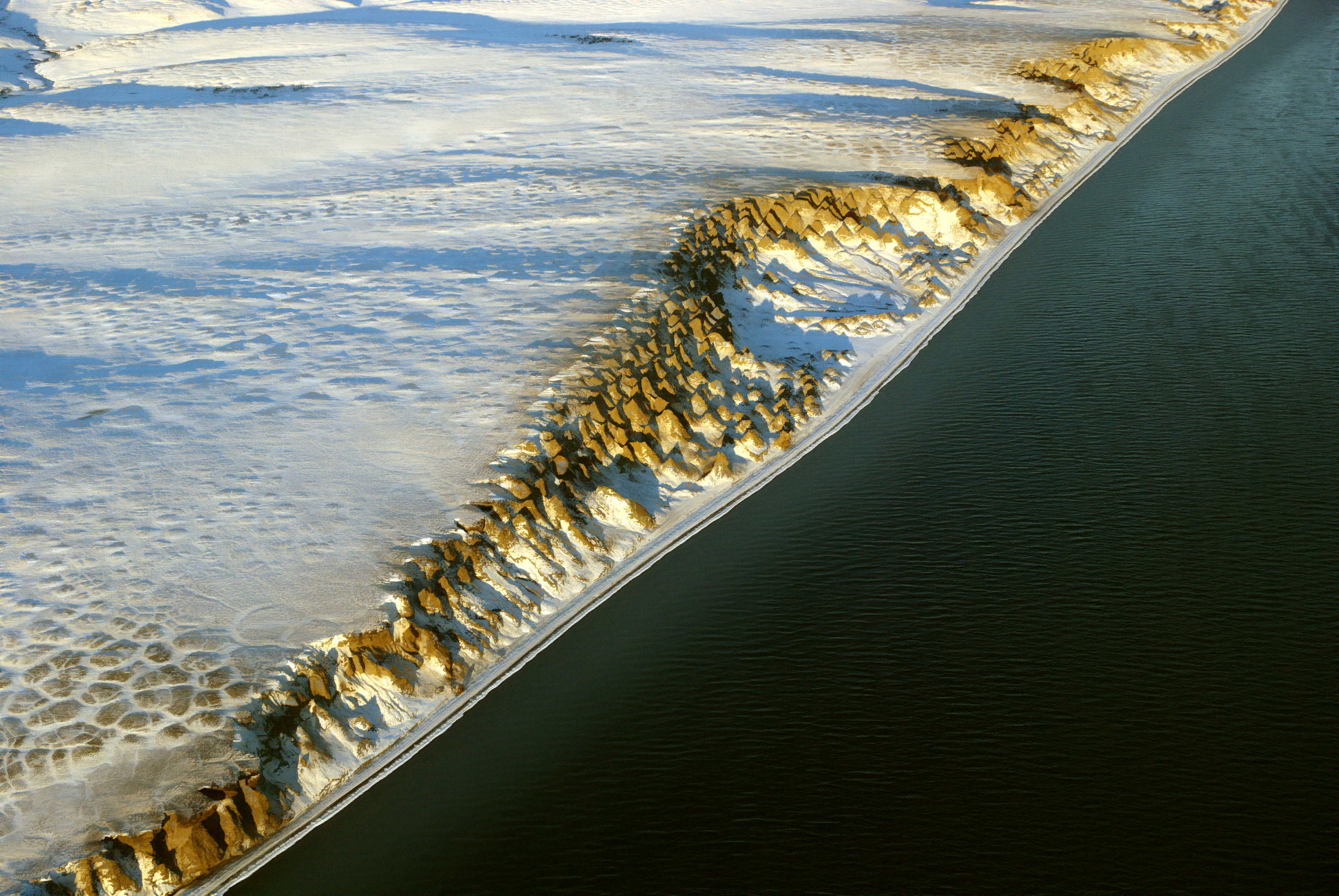
Blick auf die Küstenformationen der Stolbowoi-Insel in der arktischen Laptewsee. Man beachte die Polygone unten links und die kegelförmigen Hügel entlang des Meeresufers.

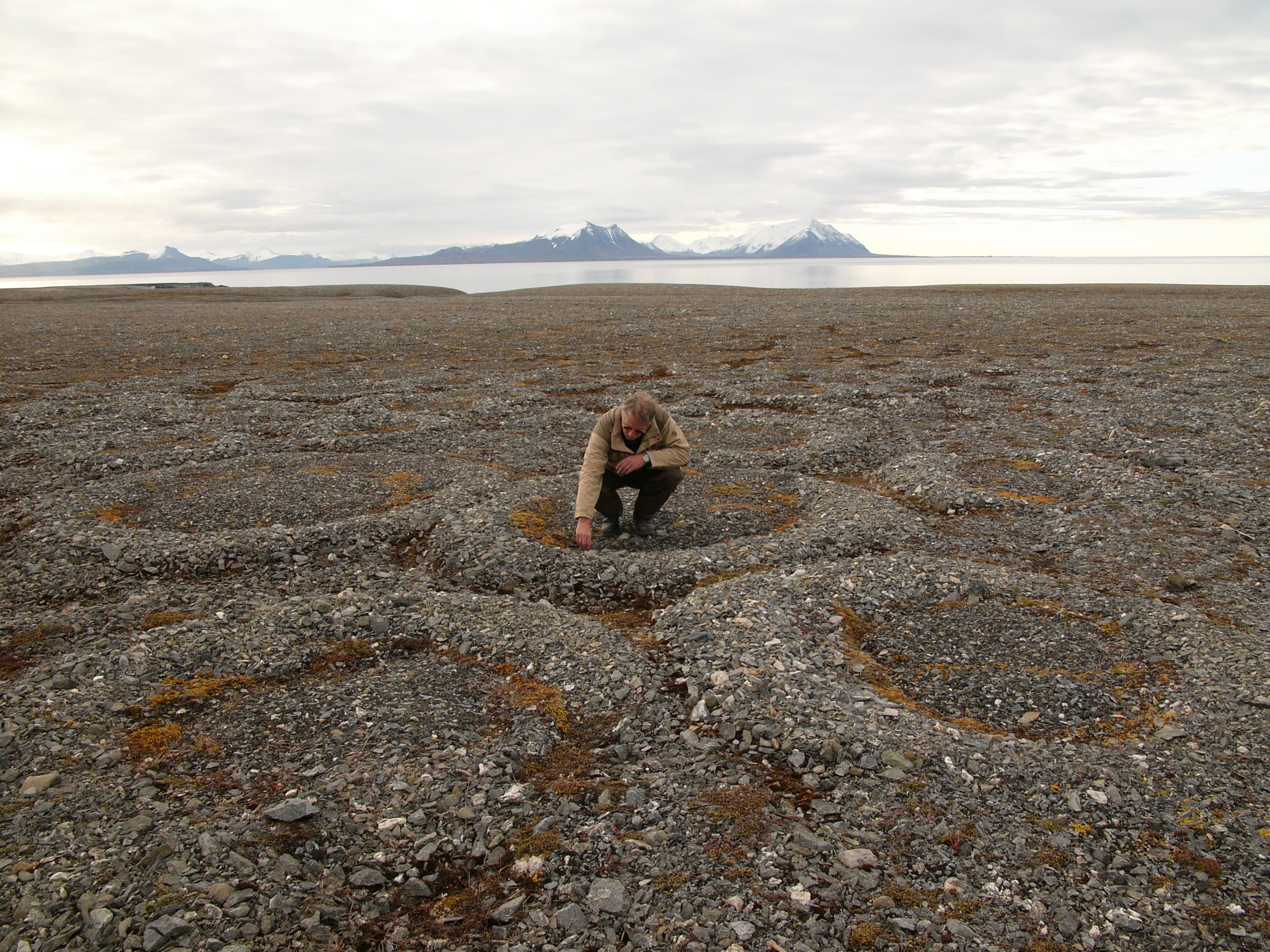
Sortierte Steinringe auf Spitzbergen

Der Beginn der Geokryologie als Wissenschaft darf mit dem Erscheinen des Buches von M. I. Sumgin (1873–1942) angesetzt werden.

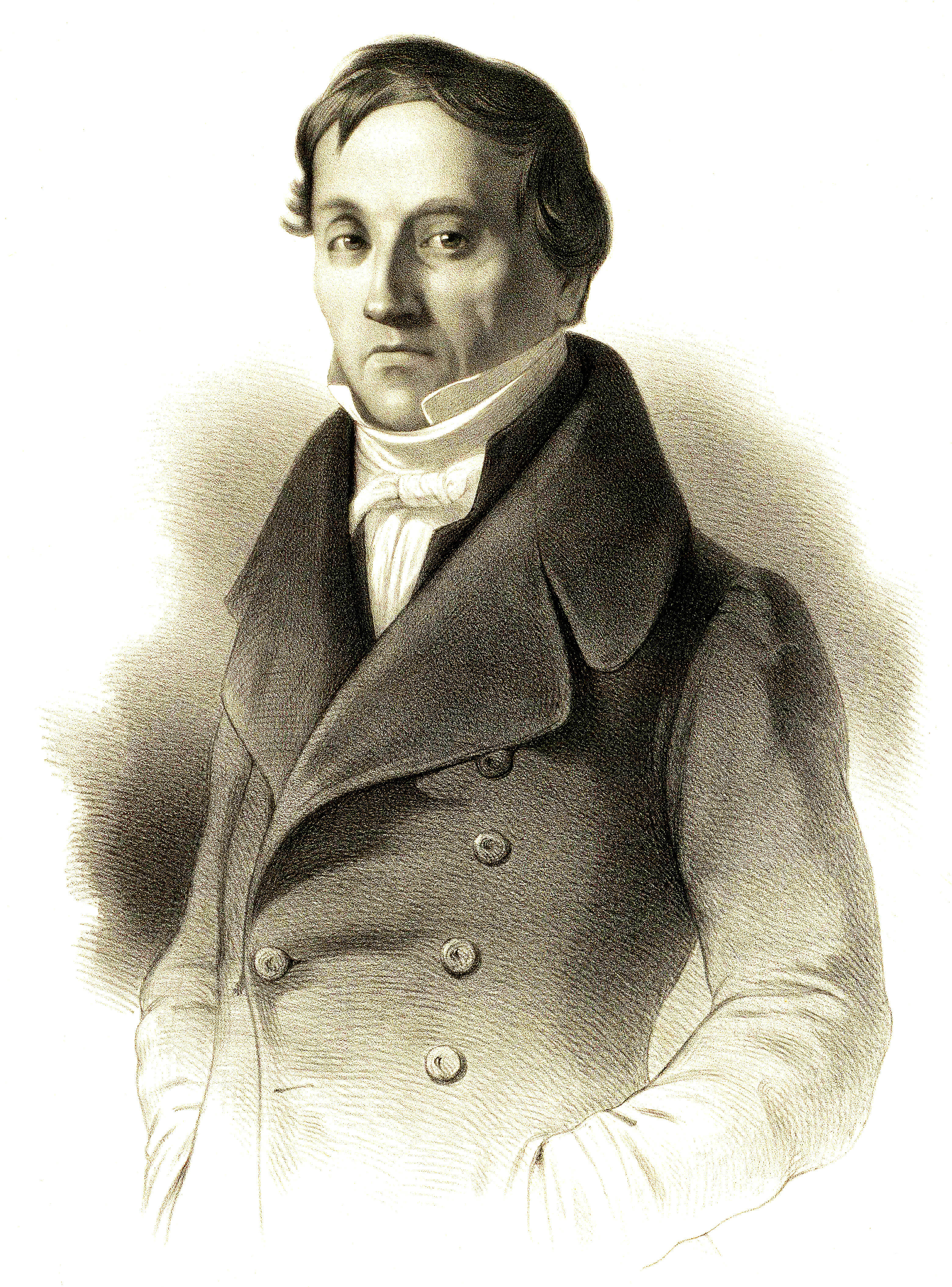
Karl Ernst von Baer 1840

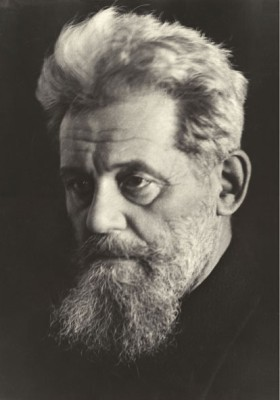
Michail Iwanowitsch Sumgin

## Geschichte
Der Wissenschaftszweig ist ein Teilgebiet der physischen Geographie und damit der Geowissenschaften, das sich mit der Untersuchung von Frost und dauerhaft gefrorenen Böden befasst, einschließlich der Untersuchung der Gefrier- und Auftauvorgänge sowie der technischen Vorrichtungen und Techniken, die zur Bewältigung der physikalischen Probleme unter solchen Bedingungen eingesetzt werden können.
Die in Russland begründete Geokryologie ist einer der jüngsten Zweige der Geographie, dessen Inhalte sich mit der Bodenkunde und der Glaziologie vermischt haben, der sich aber zu einer Wissenschaft oder einem Zweig innerhalb der physischen Geographie entwickelt hat. Eine der ersten Beschreibungen des Permafrostes stammt von den russischen Entdeckern des 17. Jahrhunderts, die die Weiten Sibiriens eroberten. Die ungewöhnliche Beschaffenheit des Bodens wurde zuerst von dem Kosaken Ja. Swjatogorow festgestellt und wurde von den Pionieren der von Semjon Deschnjow und Iwan Rebrow organisierten Expeditionen genauer untersucht. In besonderen Mitteilungen an den russischen Zaren wiesen sie auf das Vorhandensein besonderer Taigazonen hin, in denen selbst im Hochsommer der Boden maximal zwei Arschin tief auftaue.
Die Woiwoden des Lena-Gebietes Pjotr Golowin und Matwei Glebow berichteten 1640 an den Zaren, dass der Boden auch mitten im Sommer nicht auftaue.

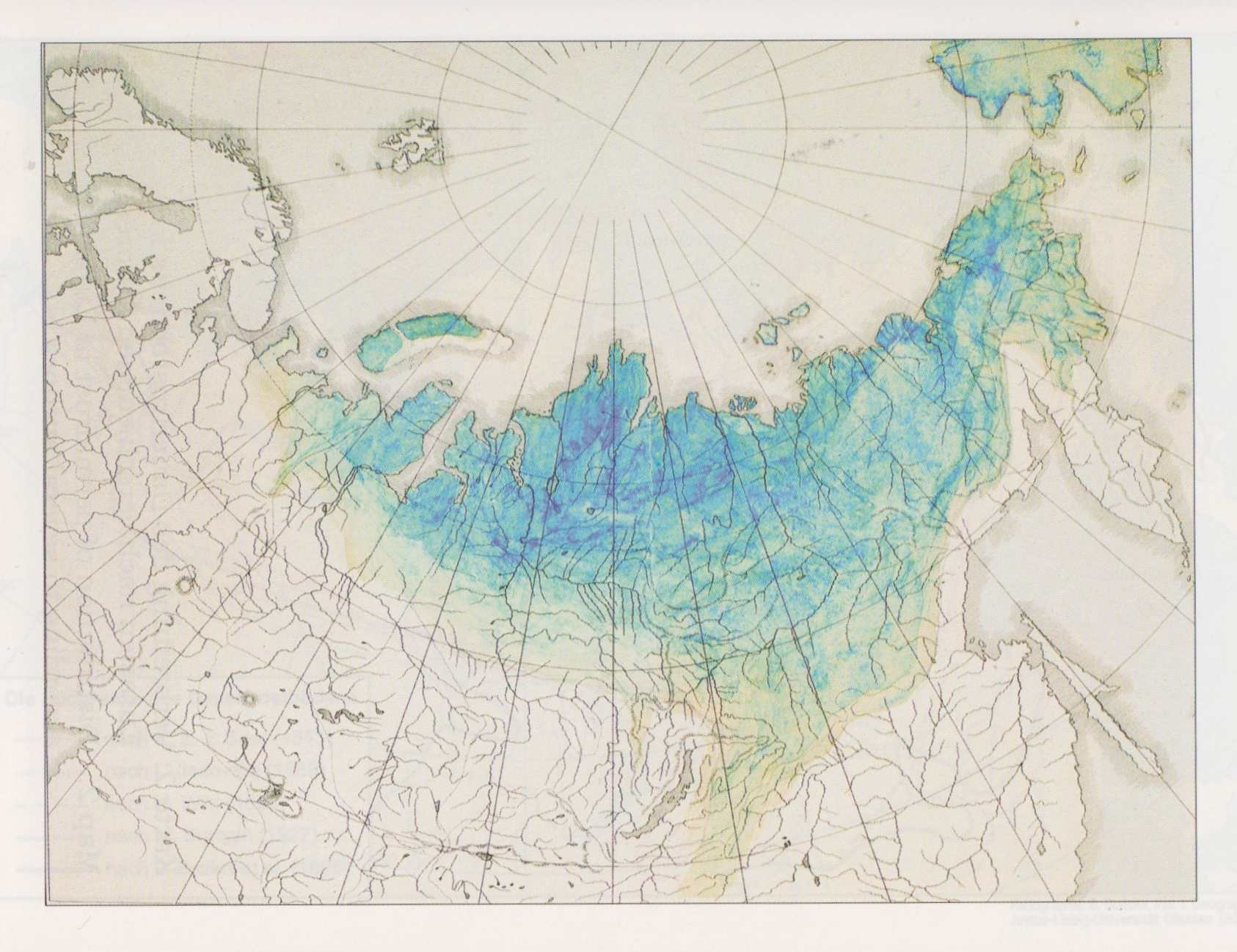
Permafrostverbreitungsgebiete in Eurasien, Karl Ernst von Baer, Faksimile von 1843

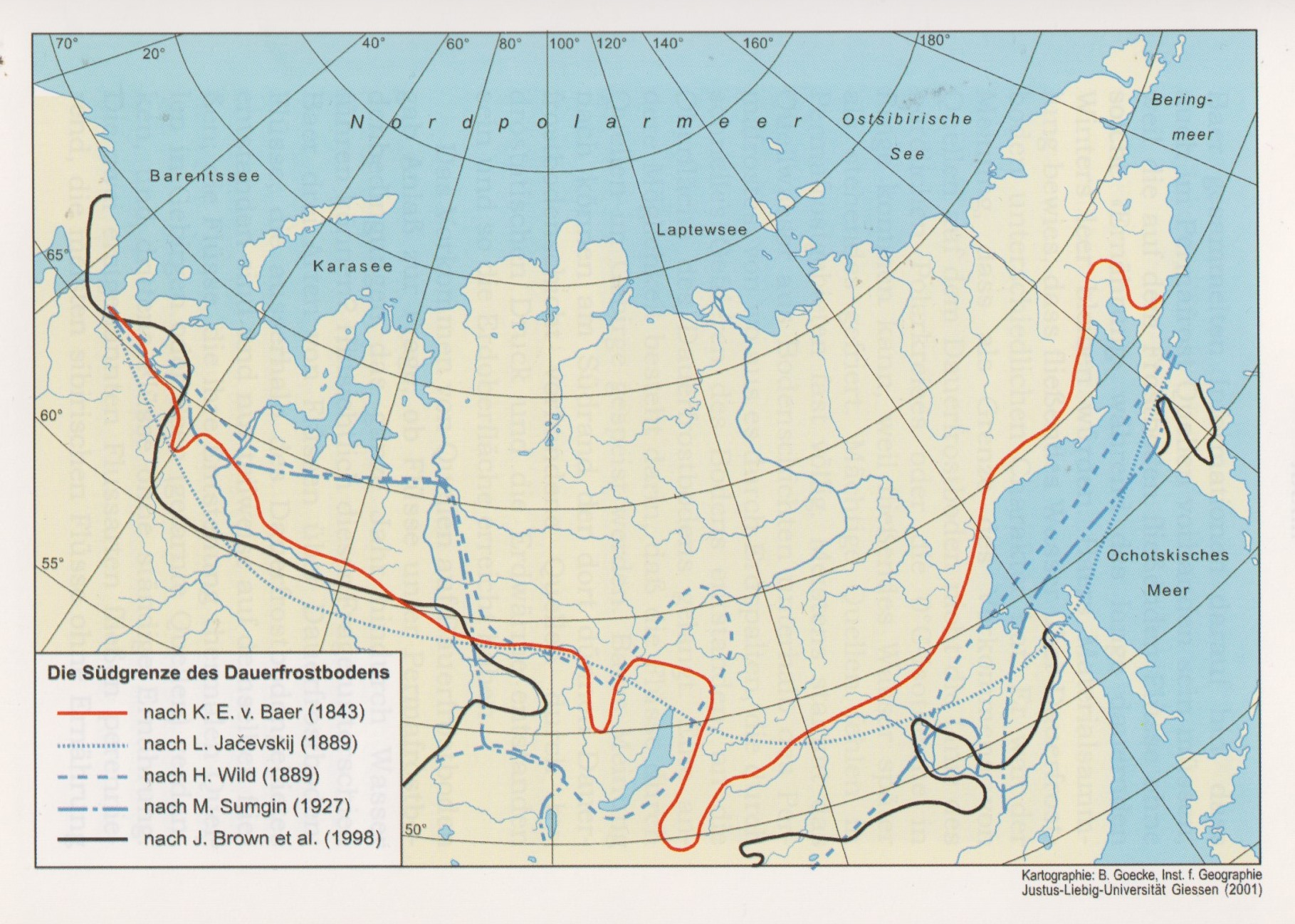
Südgrenzen der Permafrostverbreitung in Eurasien nach Karl Ernst von Baer (1843) und anderen Autoren. Die Südgrenzen nach Baer (1843) stimmen weitgehend überein mit den aktuellen Grenzen nach Jerry Brown (1998). Die Permafrostgebiete der zentralasiatischen Hochgebirge fehlen bei Baer. Karte aus Lorenz King (Hrsg.), 2001.

1828 begann Fjodor Schergin mit dem Abteufen eines Schachtes in Jakutsk. Er brauchte 9 Jahre, um eine Tiefe von 116,4 Metern zu erreichen. Der Schergin-Schacht versank ständig im gefrorenen Boden, ohne dass eine einzige Grundwasserader zum Vorschein kam. In den 1840er Jahren maß Alexander Theodor von Middendorff die Temperatur in einer Tiefe von 116 m. Seither wird die Frage nach der Existenz von „Permafrost“ nicht mehr ernsthaft gestellt.
Der Begriff „Permafrost“ als spezifisches geologisches Phänomen wurde 1927 von M. I. Sumgin, dem Begründer der Schule der sowjetischen Permafrostforscher, in den wissenschaftlichen Sprachgebrauch eingeführt.
Jedoch hatte bereits im Jahr 1843 Karl Ernst von Baer unter dem Titel Materialien zur Kenntnis des unvergänglichen Boden-Eises in Sibirien die weltweit erste Dauerfrostbodenkunde verfasst und schon 1842/43 lag von ihm ein druckfertiges Typoskript mit 218 Seiten und einer Permafrostkarte Eurasiens vor. Seine Entdeckung und die kommentierte Veröffentlichung in den Bibliotheksbeständen des Archivs der Universität Gießen im Jahr 2001 waren eine wissenschaftliche Sensation. Der von Karl Ernst von Baer geförderte Alexander von Middendorff lieferte dazu durch seine Sibirienreise viele geothermische Beobachtungen.
Die wissenschaftliche Erforschung des Permafrosts wurde erst im 19. Jahrhundert aufgenommen, vor allem in Russland. 
Diese „späte“ Entwicklung als Wissenschaft ist darauf zurückzuführen, dass der Hauptgegenstand der Geokryologie (der Permafrost) nur in einem relativ begrenzten Gebiet vorkommt und zudem meist durch die Auftauschiht bedeckt wird. Die Begriffe für verschiedene Phänomene im Permafrost wie Permafrostbodeneis, dauerhaft gefrorene Böden, geokryologische Merkmale geokryologischen Ursprungs (vereiste Hügel, polygonale Tundra) sind ebenfalls jüngeren Datums. Einige Begriffe der Geokryologie wie pingo, taryn, baidzherakh usw. stammen aus den lokalen Sprachen der Menschen, die in Permafrostgebieten leben.
In Nordamerika begann die Permafrostforschung nach dem Zweiten Weltkrieg mit der Gründung des Cold Regions Research and Engineering Laboratory (CRREL), einer Abteilung der US-Army. Man erkannte, dass das Verständnis des gefrorenen Bodens und des Permafrosts in den strategischen Gebieten des Nordens während des Kalten Krieges von wesentlicher Bedeutung ist. Besondere Bedeutung erhielten diese Arbeiten bei der Erstellung der Distant Early Warning Line. In der Sowjetunion verfolgte das nach dem sowjetischen Geologen Pawel Iwanowitsch Melnikow (1908–1994) benannt Melnikow-Permafrost-Institut in Jakutsk ähnliche Ziele. Der erste größere Kontakt zwischen hochrangigen russischen und amerikanischen Forschern nach dem Zweiten Weltkrieg fand im November 1963 in Jakutsk statt, doch Baers Permafrostlehrbuch blieb weiterhin unentdeckt.
Der kanadische Geologe J. Ross Mackay (1915–2014), der sich mit der Geologie des Permafrostes befasste, war Ehrenmitglied der Chinesischen Gesellschaft für Geokryologie. Ein neueres englischsprachiges Übersichtswerk zur Geokryologie stammt von den Autoren Stuart A. Harris, Anatoli Brouchkov und Cheng Guodong 成国栋 (2018).

## Forschungsmethoden
Zur Untersuchung der permafrostgeologischen Struktur von Permafrostgebieten werden in der Regel eine Reihe von Untersuchungen durchgeführt, darunter geokryologische Bohrungen; Probenahme und Untersuchung der Eigenschaften von geschmolzenen und gefrorenen Bodenmonolithen; Laboruntersuchungen von Böden; Studien zur Gaszusammensetzung; elektromagnetische Sondierung; mathematische Modellierung der Dynamik der Permafrostdicke.

## Wissenschaftliche Organisationen
historisch
- Obrutschew-Permafrost-Institut / Институт мерзлотоведения им. В. А. Обручева АН СССР (Москва) – Das W.-A.-Obrutschew-Institut für Permafrostforschung der Akademie der Wissenschaften der UdSSR (Moskau) bestand zwischen 1939 und 1961.

bestehende
- International Permafrost Association (API), gegründet 1983
- Cold Regions Research and Engineering Laboratory (CRREL), Hanover, New Hampshire, gegr. 1961 (militärisch)
- Wissenschaftlicher Rat für Erdkryologie an der Abteilung für Erdwissenschaften der Russischen Akademie der Wissenschaften / Научный совет по криологии Земли при Отделении наук о Земле РАН
- Institut für die Kryosphäre der Erde / Институт криосферы Земли, Sibirische Abteilung der Russischen Akademie der Wissenschaften (Tjumen) – besteht seit 1991
- Melnikow-Permafrost-Institut der Sibirischen Abteilung der Russischen Akademie der Wissenschaften (russisch Институт мерзлотоведения имени П. И. Мельникова СО РАН) (Jakutsk) – besteht seit 1960
- Lehrstuhl für Geokryologie, Fakultät für Geologie, Staatliche Universität Moskau
- Abteilung für Kryolithologie und Glaziologie, Fakultät für Geographie, Staatliche Universität Moskau / Кафедра криолитологии и гляциологии географического факультета МГУ
- Arktisches und Antarktisches Forschungsinstitut (russisch Арктический и антарктический научно-исследовательский институт, ААНИИ / AANII) in Sankt Petersburg, 1920 gegründet
- Chinesische Gesellschaft für Geokryologie. Dieser auch als Chinese Society of Glaciology and Cryopedology (中国冰川冻土学会) bezeichnete Gletscher- und Permafrost-Zweig der Chinesischen Geographischen Gesellschaft[15] (Zhongguo dili xuehui Bingchuan dongtu fenhui) war 1980 gegründet worden.[16]

## Personen
- Karl Ernst von Baer (1792–1876), deutsch-baltischer Mediziner und Naturforscher, insbesondere Zoologe, Embryologe, Anthropologe, Geograph, Forschungsreisender
- Alexander Theodor von Middendorff (1815–1894), deutsch-baltischer Zoologe und Entdecker in russischen Diensten
- Heinrich von Wild (1833–1902), Schweizer Meteorologe und Physiker
- Leonard Jaczewski (1858–1916), russischer Geologe und Bergbauingenieur
- Wladimir Iwanowitsch Wernadski (1863–1945), ukrainischer sowjetischer Geologe, Geochemiker und Mineraloge
- Wladimir Afanassjewitsch Obrutschew (1863–1956), sowjetischer Geologe, Geograph und Schriftsteller
- Michail Iwanowitsch Sumgin (1873–1942), sowjetischer Naturwissenschaftler und Geologe
- Pawel Iwanowitsch Melnikow (1908–1994), sowjetischer Geologe
- Albert L. Washburn (1911–2007), US-amerikanischer Geomorphologe
- J. Ross Mackay (1915–2014), kanadischer Geologe
- Jerry Brown (* 1936), US-amerikanischer Geophysiker und Polarforscher
- Lorenz King (* 1945), deutsch-schweizerischer Geograph
- Olga M. Makarieva, zeitgenössische russische Forscherin am North-Eastern Research Station of Melnikov Permafrost Institute, Magadan
- Nikita Tananajew, zeitgenössischer russischer Hydrologe am Permafrost-Institut in Jakutsk
- Inga Beck, geborene May, zeitgenössische deutsche Geographin